# Tapanã
O Tapanã é um bairro da capital paraense que fica, localizado entre a Avenida Augusto Montenegro e a Avenida Arthur Bernardes ligadas pela Rua do Tapanã, em que no passado era uma fazenda que foi invadida por sem-terra no fim do séc. XIX. No bairro se encontra vários conjuntos habitacionais, e está inserido como parte do Distrito Administrativo do Bengui. É um bairro sob intenso processo de expansão urbana não só através dos conjuntos e condomínios, mas por diversas áreas de ocupações  de famílias de  renda  médias . Entretanto, atualmente está se desenvolvendo com novas infraestrutura, como na estrada do Tapanã que está sendo duplicada e revitalizada pelo governo estado projeto de recursos vindo do Japão. Para duplicação rua da Yamada e rodovia Tapanã.

## Saúde, Educação e Policiamento
O bairro também conta com um Posto de Saúde (UMS), que atende a maioria da população da região, fica localizada na rua São Clemente, N° 3300. Garante também uma educação de qualidade, contando com escolas públicas e particulares como escola Padre Francisco Berton, colégio SEIMA, Vera Lúcia e Aldebaro Klautau, com o policiamento de plantão vinte quatro horas, fazendo rondas com atendimento na delegacia local (UIPP) que fica localizada na estrada do Tapanã, 1486.

## Comércio
No comercio do bairro o que se destaca as feiras que são três, uma fica perto do final da linha do frota de ônibus Tapanã - Ver-o-Peso, Presidente Vargas Felipe Patroni e UFPA, outra feira se encontra no centro do Bairro, próximo ao posto de saúde, já o terceiro fica próximo ao fim da linha de ônibus do Cordeiro - Ver-o-Peso, presidente Vargas e castanheira, outro meio de movimentar o capital, vem do supermercado de atacado e varejo chamado de + barato, na rua principal do Tapanã, n°2886. 
O bairro também abriga fábricas, como Brasilit e FRIMAPA e SOCIPE, mas infelizmente com a estagnação econômica da região tem feito proliferar o desemprego, o que talvez ajude a entender a violência. 

## Projetos sociais
Assim como existe projetos sociais de grande importância para área, um deles é o projeto anjo da guarda, feita pela Guarda Municipal de Belém que atende mais de 240 crianças com a faixa etária de 7 a 16 anos, são oferecidas aulas de reforço escolar, redação, educação ambiental, ética e cidadania, além da prática de esportes como vôlei, futebol, artes marciais e dança. As atividades são realizadas no contra turno escolar, para complementar o ensino regular. 

## Entretenimento
Na área de entretenimento, temos na praça do Cordeio várias opções de lazer, o que na maioria são restaurantes e parquinhos para as crianças e a famosa rampa do rap, localizada no centro da praça, também temos na área da COSANPA, que é um conjunto e praças, onde a população usa para fazer suas caminhadas matinais e noturnas, e algumas mini quadras para prática de esporte. 

## Paróquia Jesus Bom Samaritano
Criada em 2 de Abril de 2000, a paróquia surgiu após a separação da Paróquia da Nossa Senhora do Bom Jesus no Conjunto Satélite, em 1998 o arcebispo da arquidiocese de Belém queria criar uma igreja no bairro devido ao grande número de habitantes na área, então em 1999 foi dada a autorização para a construção de uma igreja no local.

## Ruas e avenidas
- Rodovia Augusto Montenegro
- Rodovia do Tapanã
- Rodovia Arthur Bernardes
- Estrada da Yamada
- Rua São Clemente
- Rua Vitória Régia
- Rua Castor